# Auguste II de Brunswick-Wolfenbüttel
Pour les articles homonymes, voir Auguste II (homonymie) et Auguste (homonymie).
 (octobre 2022).
Auguste II, dit « le Jeune » (en allemand : der Jüngere), né le 10 avril 1579 à Dannenberg et mort le 17 septembre 1666 à Wolfenbüttel, est un prince de la dynastie des Welf, fils du duc Henri de Brunswick-Dannenberg. Il fut duc de Brunswick-Lunebourg régnant sur la principauté de Brunswick-Wolfenbüttel de 1635 à sa mort.
Il passe pour l'un des souverains les plus instruits de son époque et est surtout connu pour sa riche collection de livres et de manuscrits formant la base de la Bibliotheca Augusta à Wolfenbüttel.

## Biographie

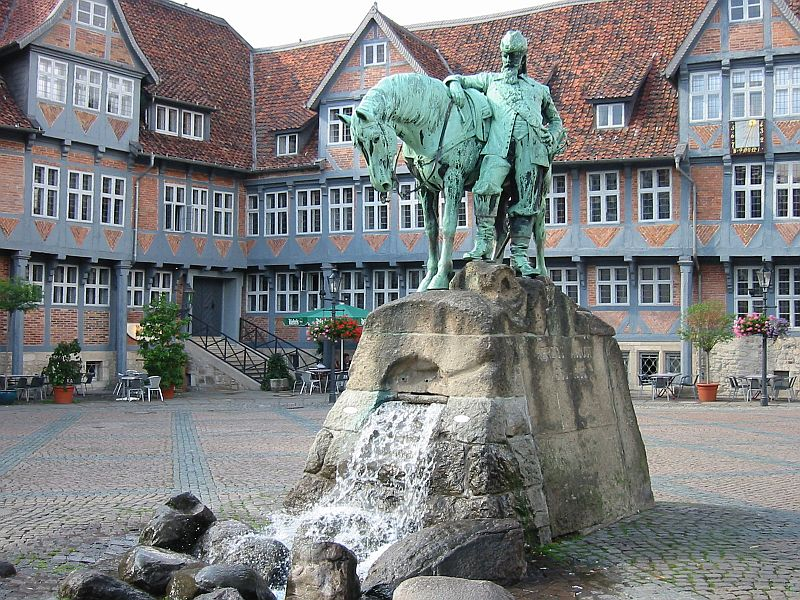
Monument conçu en 1904 à Wolfenbüttel en hommage au duc Auguste.

Auguste est le fils cadet du duc Henri de Brunswick-Lunebourg (1533-1598), autrefois co-régent de Lunebourg, et de son épouse Ursule (1553-1620), fille du duc François Ier de Saxe-Lauenbourg. En tant que tel, il ne pouvait pas s'attendre à bénéficier d'une régence sur l'un des territoires des Welf ; à la place, il s'intéressait en plus de bonne heure aux sciences et à la culture. Dès l'an 1594, il a fait ses études à l'université de Rostock et à celles de Tübingen et de Strasbourg. Ensuite, il fait le Grand Tour de l'Italie, de la France, des Pays-Bas et de l'Angleterre.
Pas vraiment tenté par une carrière militaire ou ecclésiastique, il s'installe à l'âge de 25 ans dans la ville distante d'Hitzacker sur l'Elbe. C'est là que sa collection augmente systématiquement depuis quelques dizaines d'années, alors que la guerre de Trente Ans faisait ravage tout autour.
Toutefois, la situation a évolué lorsque, en 1634, la lignée moyenne des princes de Brunswick-Wolfenbüttel s'éteignit à la mort du duc Frédéric-Ulrich sans héritier. Auguste II affiche ses ambitions pour la succession ; néanmoins, l'héritage est disputé au sein de la famille. D'âpres discussions et l'intervention de l'empereur Ferdinand II aboutissent à la reconnaissance d'Auguste comme prince de Wolfenbüttel. En raison de la guerre de Trente Ans, il a donc dû rester dans la ville de Brunswick et ne prend possession de ses terres qu'en 1644. Il fonde la même année la Bibliotheca Augusta à sa nouvelle résidence de Wolfenbüttel.
Quatre ans plus tard, en mai 1648, la paix de Westphalie est instaurée. Durant son règne, Auguste a pu éviter tout autre conflit militaire. En instaurant des réformes majeures, il a conduit la reconstruction du pays ravagé par la guerre.

## Le bibliophile

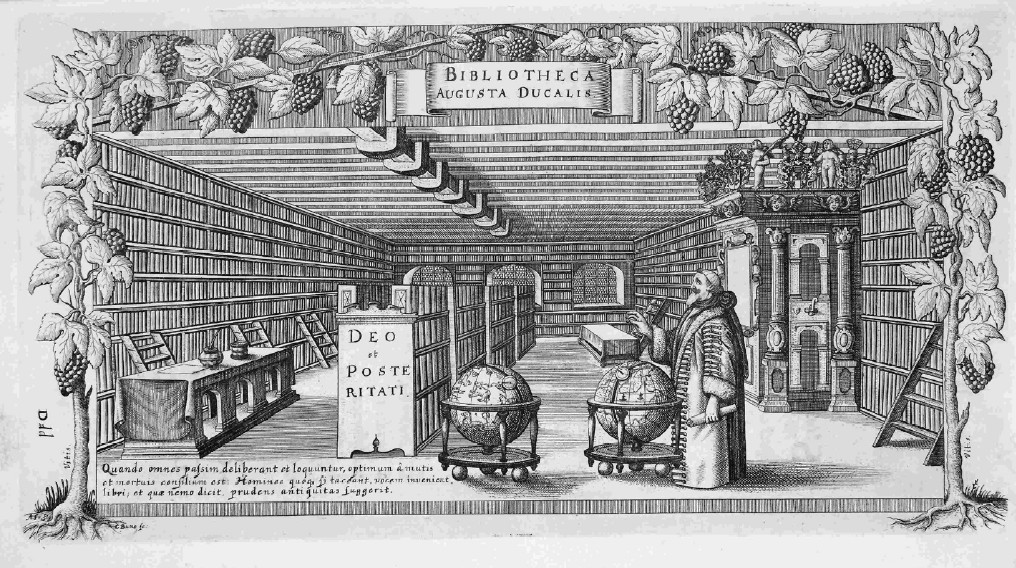
Gravure sur cuivre représentant Auguste de Brunswick-Lunebourg dans sa bibliothèque.

Le duc Auguste a favorisé le développement de l'allemand au statut de langue littéraire et il rédige la plupart de ses ouvrages dans sa langue maternelle. Il s'intéresse également à la doctrine secrète et l'alchimie ; pendant plusieurs années, il correspondait fréquemment avec Johann Valentin Andreae, fondateur présumé de la fraternité des Rose-Croix. Après une rencontre avec le prince Louis d'Anhalt-Köthen à la diète d'Halberstadt, en février 1632, il a rejoint la Société des fructifiants qui  s’occupa de langue et de grammaire allemande. La cour de Wolfenbüttel et notamment la Bibliotheca Augusta devint l'un des centres de la linguistique et un lieu de rencontre entre les écrivains et les scientifiques.
Sous le pseudonyme de Gustavus Selenus (ou Gustavi Seleni), il écrit un livre sur les échecs (1616) et un autre sur la cryptographie (Cryptomenytices et Cryptographiae libri IX, 1624), qui s'inspire largement des premiers travaux de Trithème. Son pseudonyme est une anagramme de son prénom (AVGVSTVS = GVSTAVVS) à laquelle s'ajoute une référence à la déesse grecque de la lune Séléné.

## Descendance
Auguste épouse en 1607 Claire de Poméranie (1574-1623), fille du duc Bogusław XIII de Poméranie. Ils ont une fille (1609) et un fils (1610) mort-nés.

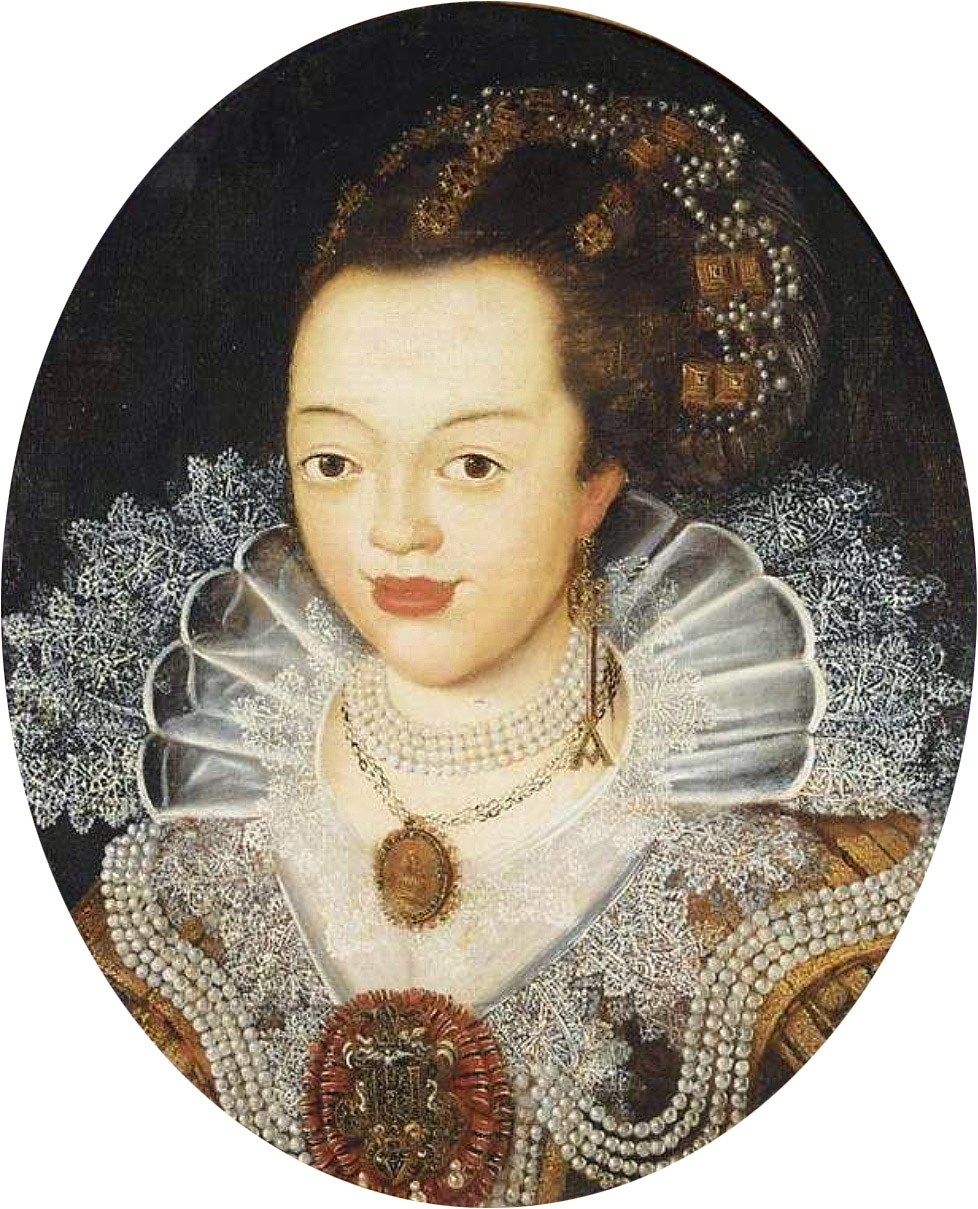
Dorothée d'Anhalt-Zerbst (vers 1625).

Auguste se remarie en 1623 avec Dorothée d'Anhalt-Zerbst (1607-1634), fille du prince Rodolphe d'Anhalt-Zerbst. Sept enfants sont nés de cette union :
- Henri-Auguste (1625-1627) ;
- Rodolphe-Auguste (1627-1704), prince de Wolfenbüttel ;
- Sibylle-Ursule de Brunswick-Wolfenbüttel (de) (1629-1671), épouse en 1663 le duc Christian de Schleswig-Holstein-Sonderbourg-Glücksbourg
- une fille mort-née en 1631 ;
- Claire-Augusta (1632-1700), épouse en 1653 le duc Frédéric de Wurtemberg-Neuenstadt ;
- Antoine-Ulrich (1633-1714), prince de Wolfenbüttel.
- un fils mort-né en 1634.

Auguste se remarie en 1635 avec Élisabeth-Sophie de Mecklembourg-Güstrow (1613-1676), fille du duc Jean-Albert II de Mecklembourg-Güstrow. Trois enfants sont nés de cette union :
- Ferdinand-Albert (1636-1687), prince de Wolfenbüttel-Bevern ;
- Marie-Élisabeth (1638-1687), épouse en 1663 le duc Adolphe-Guillaume de Saxe-Eisenach ;
- Christian-François (1639-1639).